# LG V20

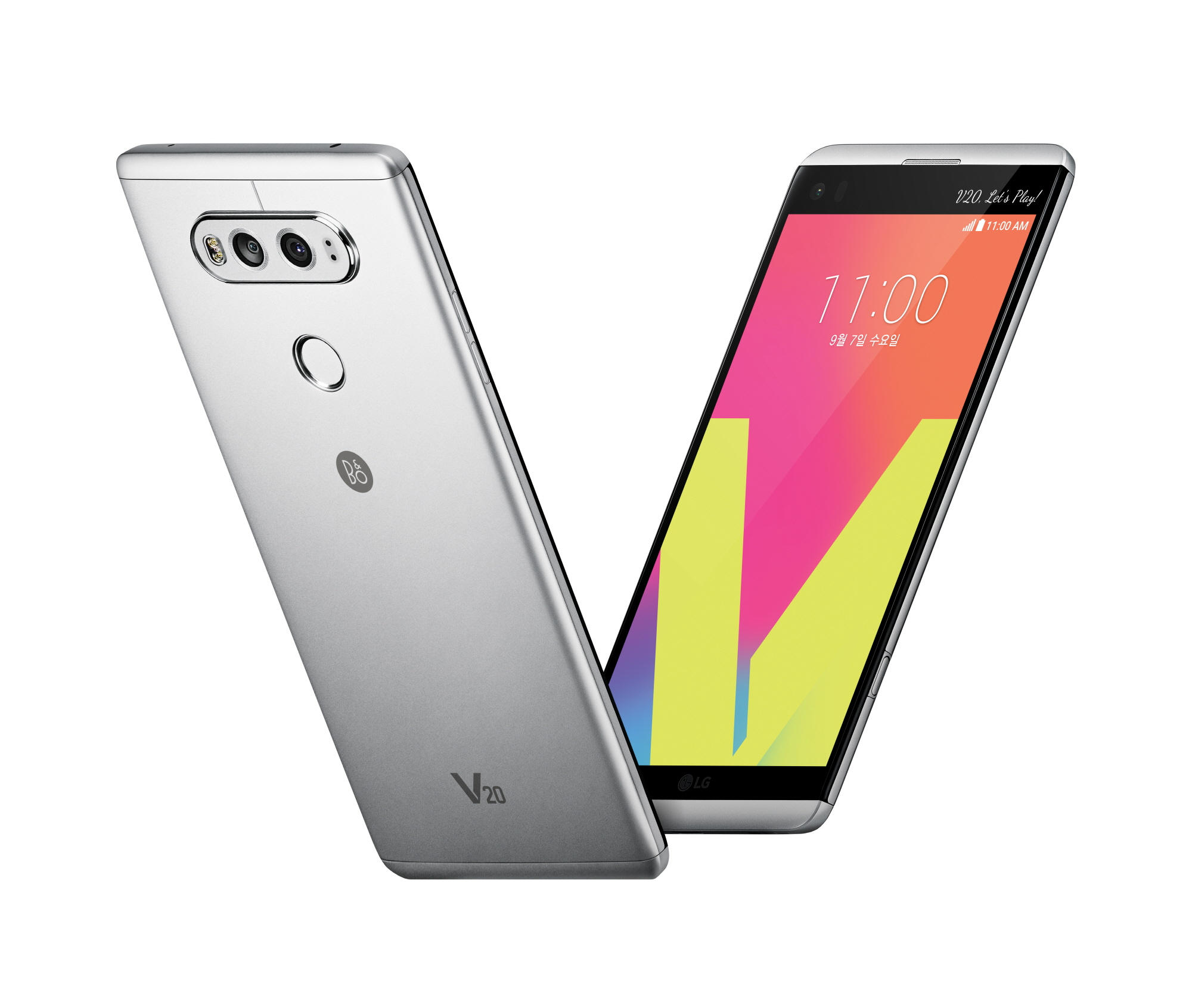
Fotografie telefonu LG V20

LG V20 má podobné vzhled telefonu LG G5, ale není tady žádná podpora modulů. LG V20 má odnímatelný zadní kryt, tedy lze baterii vyměnit za novou. Na zadní straně je duální fotoaparát a snímač otisků prstů.
LG V20 má stejný displej jako V10. Jedná se tedy o 5,7palcový displej s QHD rozlišením.

## Specifikace telefonu LG V20
| Informace     | LG V20                                          |
| ------------- | ----------------------------------------------- |
| Oznámení      | 6. září 2016                                    |
| Displej       | 5,7palcový QHD displej                          |
| Procesor      | Qualcomm Snapdragon 820                         |
| RAM           | 4 GB RAM                                        |
| Úložiště      | 64 GB s microSD slotem                          |
| Zadní kamera  | 16 MPx / 8 MPx s optickým stabilizátorem obrazu |
| Přední kamera | 5 MPx                                           |
| Baterie       | 3200 mAh (odnímatelná)                          |
| Nabíjení      | USB TYP-C, Qualcomm Quick Charge 3.0            |
| Zvuk          | Reproduktor ve spodní části s 32bit Hi-FI DAC   |
| Software      | Android 6.0.1 M s LG UX 5.0+                    |
| Konektivita   | NFC, BLuetooth 4.2 BLE, WiFI 802.11 a/b/g/n/ac  |
| Váha          | 174 gramů                                       |
| Velikost      | 159,7 × 78,1 × 7,6 mm                           |
| Barvy         | Titan, Stříbrná, Růžová (mimo USA)              |